# Droit de vote des étrangers aux États-Unis
Les États-Unis reconnaissent, à l'instar de la Suisse, le droit à leurs entités fédérées d'étendre le droit de vote et d'éligibilité. Avant 1820 comme entre 1848 et 1926, quelques États ont octroyé le droit de vote à certaines catégories d'étrangers pour toutes les élections. Depuis les années 1990, plusieurs États connaissent une renaissance de la revendication du droit de vote pour les résidents étrangers, au niveau local cette fois, sur le modèle ouest-européen (au départ scandinave). Le Maryland a d'ores et déjà autorisé ses municipalités à accorder ce droit de vote, et la Ville de New York l'a introduit pour les élections scolaires.

## Les colonies de Nouvelle-Angleterre
Comme le fait observer Jamin Raskin, le droit de vote des étrangers dans les provinces britanniques de Nouvelle-Angleterre au XVIIIe siècle reflète la moindre importance du critère de nationalité par rapport à la propriété, la richesse, la race, la religion et le genre.

## La Colonie de Caroline du Sud
Les étrangers, notamment des Huguenots français, peuvent voter aux élections dans la colonie britannique de Caroline du Sud en 1701, la loi électorale de 1704 entérine cette situation, à tel point qu'on a pu écrire que "la loi électorale avait été rédigée d'une manière si ample qu'avec une seule qualification de propriété tout pirate de la Mer rouge opérant à partir d'une base en Caroline pourrait voter s'il en a envie".

## Après l'indépendance
Après l'indépendance, ce droit de vote des étrangers reflète désormais le pouvoir des États à définir leur propre électorat, et à nouveau à privilégier les différenciations sur base de la race, du genre et de la propriété plutôt que sur base de la nationalité. 
Ainsi, par exemple, dans les constitutions des nouveaux États du Vermont, de la Virginie et de la Pennsylvanie ne figure aucune clause de nationalité pour le droit de vote, la condition d'électorat (et d'éligibilité au Vermont et en Pennsylvanie) est énoncée dans les mêmes termes: "tous les hommes (Vermont: hommes libres) ayant suffisamment de preuves d'intérêt commun et d'attachement à la communauté" (Constitution de Virginie, 27 juin 1776, Constitution du Vermont, 8 juillet 1777 et Constitution de Pennsylvanie, 28 septembre 1776). Par contre, avant de prendre ses fonctions, chaque élu du Vermont doit déclarer sous serment être de religion protestante (comme en Géorgie, au New Jersey et en Caroline du Sud), et en Pennsylvanie de religion chrétienne (il en va de même au Delaware). 
En 1787, la section 2 de l'article 1 de la Constitution des États-Unis renvoie la définition des critères du droit de vote aux législations de chaque État : « Dans chaque État les électeurs devront répondre aux conditions requises pour être électeur à l'assemblée la plus nombreuse de la législature de cet État ». Par contre, la nationalité américaine devient obligatoire pour être élu au niveau fédéral: "Nul ne pourra être représentant s'il n'a atteint l'âge de vingt-cinq ans, s'il n'est citoyen américain depuis sept ans et s'il ne réside, au moment de l'élection, dans l'État où il doit être élu.". Mais "aucune profession de foi religieuse ne sera exigée comme condition d'aptitude aux fonctions ou charges publiques sous l'autorité des États-Unis".
Par la suite, le droit de vote des étrangers devient instrumental afin de promouvoir l'immigration dans les nouveaux territoires.

## Le Territoire du Nord-Ouest
La Northwest Ordinance adoptée par le Congrès le 13 juillet 1787 donne le droit de vote pour les élections aux assemblées territoriales dans le Territoire du Nord-Ouest (au Nord-Ouest de la rivière Ohio) aux « habitants libres de sexe masculin » propriétaires de 50 acres, c'est-à-dire aux citoyens américains et aux étrangers résidents depuis deux ans. Un citoyen américain doit posséder 200 acres pour être éligible, un résident étranger doit résider depuis trois ans dans le territoire.

## Après la Guerre de 1812
Après la guerre américano-britannique de 1812, le nationalisme militant et la suspicion des étrangers poussent les nouveaux États à limiter le droit de vote aux nationaux: la Louisiane en 1812, suivie par l'Indiana en 1816, le Mississippi en 1817, l'Alabama en 1819, le Maine en 1820 et le Missouri en 1821. 
L'afflux de nouveaux immigrants d'origine non anglaise a également joué dans ce revirement, également constaté dans des États qui autorisaient précédemment le vote des étrangers. Un autre élément à prendre en considération est la revendication de l'abolition du suffrage censitaire basé sur la propriété, qui s'accroît dès la fin de la guerre de 1812: la suppression de la condition d'être propriétaire et/ou riche aurait en effet considérablement accru le nombre d'étrangers ayant accès au droit de vote, y compris ceux considérés comme "ne méritant pas" ce droit.

## L'Illinois
Le nouvel État d'Illinois, qui compte de nombreux résidents français et canadiens, fait exception à ce mouvement général, en donnant le droit de vote dans sa constitution de 1818 (article II, §27) à "tous les habitants blancs de sexe masculin au-dessus de l'âge de 21 ans, ayant résidé pendant six mois dans l'État". La Cour suprême de l'Illinois confirme ce droit de vote des étrangers dans l'arrêt Spragins vs. Houghton en 1840.

## Wisconsin, Oregon, Minnesota, Indiana, Washington, Kansas, Nebraska, Nevada, Dakota, Wyoming, Oklahoma
Le nouvel État du Wisconsin inaugure en 1848 un droit de vote accordé aux étrangers ayant introduit une demande de naturalisation, soit les "personnes blanches de naissance étrangère qui auront déclaré leur intention de devenir citoyens, conformément aux lois des États-Unis au sujet de la naturalisation". Trois mois plus tard, le Congrès adopte un acte organique pour le territoire de l'Oregon dans les mêmes termes, l'année suivante pour le Territoire du Minnesota et par la suite pour les territoires de Washington, du Kansas, du Nebraska, du Nevada, du Dakota, du Wyoming et de l'Oklahoma. Lors de leur accession au statut d'État à part entière, six des nouveaux États (Minnesota et Oregon en 1857, Kansas en 1859, Nebraska en 1867, Dakota du Nord et Dakota du Sud en 1889) conservent cette mesure, trois la rejettent (Nevada en 1864, Wyoming en 1889 et Oklahoma en 1907), alors que le Montana et l'État de Washington ne maintiendront ce droit que pour les étrangers qui avaient déjà introduit une demande de naturalisation avant la création de l'État. Quant à l'Indiana, le nouvel État l'adopte en 1851, jusqu'à son retrait en 1921.
Mais il s'agit d'États de l'Ouest, sur la frontière de peuplement, où les nouveaux arrivants, ruraux d'origine européenne du Nord, en majorité protestants, sont les bienvenus sur des terres disponibles et encore dangereuses, par opposition aux villes du Nord-Est, où les immigrants fraîchement arrivés posent plus de problèmes d'intégration et où toutes les forces politiques locales, dans un contexte de montée électorale des "Know Nothing", s'y opposent. À l'instar de l'Assemblée de l'Indiana qui en 1850, dans cette perspective d'une population assimilable, entend d'abord vanter les mérites des colons allemands pour féconder la terre avant de voter, à une forte majorité, la Constitution locale contenant ce droit de vote aux candidats à la nationalité américaine. Pourtant, sur cette question, c'est la Caroline du Nord qui alla le plus loin, car le seul de toute l'histoire contemporaine américaine, des origines de l'État à 1861, à accorder le droit de vote à tous les étrangers, largesse permise par l'absence de nombreux étrangers dans l'État comme dans l'ensemble du Sud-Est.

## Le Michigan
La constitution adoptée en 1835 par l'État du Michigan est extrêmement restrictive pour l'époque, limitant le droit de vote à tous les habitants blancs de sexe masculin vivant au Michigan au moment de la signature de la constitution, mais limitant pour la suite ce droit de vote aux seuls citoyens américains blancs de sexe masculin  ayant vécu pendant six mois dans l'État, et assortissant le vote des naturalisés d'une condition de résidence de cinq ans dans le pays et d'une année dans le Michigan. Un amendement est toutefois introduit en 1850, qui étend le droit de vote aux habitants ayant introduit une demande de naturalisation et ayant vécu dans l'État pendant la moitié de la durée d'attente pour la naturalisation fédérale. Un délégué du Parti démocrate de Détroit justifie cette extension par la conviction que « la démocratie n'est confinée par aucune ligne géographique, qu'aucun homme n'a été consulté quant au lieu de sa naissance. »

## L'après-guerre de Sécession
Après la guerre de Sécession, pendant laquelle les États confédérés d'Amérique avaient aboli le droit de vote des étrangers sur leur territoire (Constitution confédérée de 1861, art. I  §2 al. 1), treize États, dont plusieurs ex-États confédérés (Alabama, Floride, Géorgie, Caroline du Sud et Texas), introduisent ou réintroduisent ce droit aux demandeurs de la naturalisation, tant pour encourager l'immigration de travailleurs bon marché après l'abolition de l'esclavage que par reconnaissance envers les étrangers qui avaient combattu dans les rangs des armées nordistes.

## L'arrêt Minor v. Happersett
Dans son arrêt Minor v. Happersett (en) en 1874, la Cour suprême, pour justifier qu'une femme américaine peut être citoyenne des États-Unis mais privée du droit de vote, et que ce droit n'est par conséquent pas juridiquement attaché à la citoyenneté (au sens de nationalité), constate notamment que "au Missouri, des personnes de naissance étrangère, qui ont déclaré leur intention de devenir citoyens des États-Unis, peuvent voter dans certaines circonstances. On peut trouver la même disposition dans les constitutions de l'Alabama, de l'Arkansas, de la Floride, de la Géorgie, de l'Indiana, du Kansas, du Minnesota, et du Texas.". En 1874, les États-Unis comptaient 37 États fédérés, dont un quart étaient cités par la Cour suprême, laquelle considérait donc ipso facto que ce droit de vote accordé à des résidents étrangers, y compris aux élections fédérales, n'était pas contraire à la Constitution.

## La fin du droit de vote des étrangers
Les sentiments anti-immigrés augmentant fortement à la fin du XIXe siècle, les États qui accordaient le droit de vote aux non-nationaux modifient leurs constitutions pour les en exclure: le Minnesota (qui l'avait introduit en 1857) en 1898, l'Alabama en 1901, le Wisconsin en 1908 et l'Oregon en 1914, suivis après la Première Guerre mondiale, période intensément xénophobe, par le Kansas, le Nebraska et le Dakota du Sud en 1918, le Texas supprimant de son côté le droit de voter aux élections primaires. Les derniers à abolir ce droit sont l'Indiana et le Texas en 1921, le Mississippi en 1924, et finalement l'Arkansas en 1926.

## La renaissance du débat sur le droit de vote des étrangers

### Californie
Un référendum du 4 novembre 2004 a rejeté à 51 % contre 49 % des voix l'extension du droit de vote aux résidents étrangers pour les conseils d'écoles de San Francisco. Un nouveau référendum sur le même sujet a lieu le 2 novembre 2010 en même temps que les élections de mid-term.

### Caroline du Nord
L'exécutif de la ville de Carrboro, en Caroline du Nord, s'est déclaré favorable en mai 2006 à l'extension du droit de vote local aux résidents étrangers, mais aucun membre de l'assemblée de l'État n'a accepté de présenter une proposition de loi à ce sujet. Carrboro est connue pour avoir été la première municipalité dans un État du Sud à avoir voté en 2002 des résolutions contre la guerre en Irak et contre le USA PATRIOT Act et à faire bénéficier les couples homosexuels des mêmes avantages que les autres couples.

### Connecticut
Le 11 janvier 2003, une proposition de loi intitulée "Un acte concernant le vote des propriétaires résidents étrangers" est déposée au Sénat du Connecticut, limité sur une base censitaire (il s'agit des propriétaires étrangers soumis à une taxe de 1 000 dollars ou plus) et visant principalement les référendums sur le budget et les élections inframunicipales, pour les organes spécifiques à la gestion des pompiers, des écoles, des égouts. La proposition, bien qu'approuvée initialement en commission, n'a pas abouti,.

### Illinois
La ville de Chicago, dans l'Illinois, a adopté en 1988 un règlement pour les élections des conseils scolaires qui ne fixe de condition de nationalité ni pour le droit de vote ni pour l'éligibilité.

### Maine
Un comité local à Portland, dans le Maine, tente depuis 2004 de faire introduire le droit de vote aux élections municipales dans cette ville, avec le soutien du Parti Vert (en), qui y compte plusieurs élus. Un référendum local a lieu sur ce sujet en même temps que les élections de mid-term le 2 novembre 2010.

### Maryland
Le 5 novembre 1991, la municipalité de Takoma Park (17 000 habitants), parfois surnommée People's Republic of Takoma Park en raison de son inclination libertaire, adopte par référendum le droit de vote des résidents étrangers aux élections locales, qui est intégré dans la charte municipale le 10 février 1992. Une proposition de loi visant à interdire cette extension a été rejetée par l'assemblée de l'État le 17 mars 1992. Cinq autres petites communes du même État, et du même comté de Montgomery, suivent cet exemple, elles comptent entre 150 et 2 000 habitants chacune : Garrett Park, Somerset, Chevy Chase, Martin's Additions et Barnesville.

### Massachusetts
En 1998, la municipalité d'Amherst, dans le Massachusetts, se prononce pour l'extension du droit de vote local aux résidents étrangers. Cette décision, de même que celle de la municipalité de Cambridge en 2000, n'est pas avalisée par la chambre des représentants de l'État,

### Minnesota
En janvier 2003, une proposition d'amendement à la constitution du Minnesota est déposée par 5 députés de la Chambre des représentants de l'État, visant à autoriser les entités locales à étendre le droit de vote aux résidents permanents. Cette proposition n'est pas acceptée, et une nouvelle est déposée le 7 février 2005,.

### New York
En août 2003, une commission chargée de réviser la charte municipale de New York propose d'étendre le droit de vote aux résidents étrangers, qui en bénéficient déjà pour les élections aux conseils scolaires de 1968 à 2002 (date à laquelle ils furent remplacés par le Département de l'Éducation). Cette mesure peut profiter à 1 million d'électeurs potentiels, le nombre d'électeurs étant à l'époque de 3,7 millions. Dans un premier temps, il semble que la mesure va être approuvée, deux propositions de loi sont même déposés en 2003 à l'assemblée de l'État de New York, mais en avril 2004 le maire Michael Bloomberg s'y déclare opposé. Une The New York Coalition to Expand Voting Rights est mise sur pied en 2004, et un premier Voting Rights Restoration Act est déposé au conseil municipal par le conseiller Bill Perkins en avril 2005. Cette proposition est rejetée en commission, et le 5 avril 2006, deux conseillers municipaux la redéposent un qui autoriserait les résidents étrangers âgés de 18 ans et plus de voter aux élections municipales à New York s'ils y résident légalement depuis six mois.

### Texas
Le 5 février 1995, le député démocrate Roberto Alonzo dépose une demande de révision de la Constitution texane et une proposition de loi visant à autoriser une subdivision politique de l'État à permettre à des résidents légaux étrangers de voter; la proposition est "classée" (non adoptée) le 3 septembre 1995.

### Vermont
La législation électorale au Vermont n'a mis fin au droit de vote des résidents étrangers aux élections municipales qu'en 1977. À Burlington, la Vermont Immigrant Voting Alliance a relancé en mars 2007 le débat pour une réintroduction de ce droit.

### Washington (district de Columbia)
Le 13 juillet 2004, un Equitable Voting Rights Amendment Act visant à étendre le droit de vote aux élections municipales à tous les résidents permanents est déposé au Conseil du district de Columbia avec le soutien de la Voting Rights for All DC Coalition. Cette proposition a été rejetée en commission.

## Sources citées
1. 1 2 3 4 5 6 7  Jamin Raskin, « Legal Aliens, Local Citizens: The Historical, Constitutional and Theoretical Meanings of Alien Suffrage », University of Pennsylvania Law Review, 1993, 141:1391-1470 (consulté le 7 décembre 2007)
2. ↑  voir l'article Test Act
3. 1 2  Chilton Williamson, American Suffrage. From property to democracy, Princeton (New Jersey), Princeton University Press, 1960
4. ↑  « The Constitution of Virginia, June 29, 1776 », The Avalon Project at Yale Law School (consulté le 7 décembre 2007)
5. ↑  « Constitution of Vermont - July 8, 1777 », The Avalon Project at Yale Law School (consulté le 7 décembre 2007)
6. ↑  « Constitution of Pennsylvania - September 28, 1776 », The Avalon Project at Yale Law School (consulté le 7 décembre 2007)
7. ↑  « Constitution of Georgia, 5 February 1777 », The Avalon Project at Yale Law School (consulté le 7 décembre 2007)
8. ↑  « Constitution of New Jersey, 1776 », The Avalon Project at Yale Law School (consulté le 7 décembre 2007)
9. ↑  « An Act for establishing the constitution of the State of South Carolina, March 19, 1778 », The Avalon Project at Yale Law School (consulté le 7 décembre 2007)
10. ↑  « Constitution of Delaware, 1776 », The Avalon Project at Yale Law School (consulté le 7 décembre 2007)
11. ↑  « An ordinance for the government of the Territory of the United States north-west of the river Ohio, July 13, 1787 », The Library of Congress (consulté le 4 décembre 2007)
12. ↑  Constitution de 1868, Constitution de 1875, fin en 1901 sauf pour ceux qui ont introduit leur demande de naturalisation avant l'entrée en vigueur de la nouvelle Constitution de 1901
13. ↑  « Constitution of the State of Florida Adopted February 25, 1868, Article XIV. Section 1 » (consulté le 8 décembre 2007)
14. ↑  « Georgia Constitution of 1868, Article II, Section 2 » (consulté le 8 décembre 2007)
15. ↑  « Constitution of the State of Texas (1876) » (consulté le 7 décembre 2007)
16. ↑  U.S. Supreme Court, « Minor v. Happersett 88 U.S. 162 (1874) » (consulté le 8 décembre 2007)
17. ↑  Betty Kane, Amending our state constitution: Continuity Through Ordered Change, 1981
18. ↑  « Immigrant Voting Rights in California », site Immigrant Voting Project (consulté le 7 décembre 2007)
19. 1 2  Clark Canfield, "Portland, Maine, weighs letting noncitizens vote", The Associated Press, 23 octobre 2010
20. ↑  « Immigrant Voting Rights in North Carolina », site Immigrant Voting Project, 15 juillet 2006 (consulté le 7 décembre 2007)
21. ↑  « Immigrant Voting Rights in Connecticut », site Immigrant Voting Project (consulté le 7 décembre 2007)
22. ↑  « An Act Concerning Voting by Resident Alien Property Owners », Connecticut General Assembly (consulté le 7 décembre 2007)
23. ↑  « Immigrant Voting Rights in Chicago », site Immigrant Voting Project (consulté le 7 décembre 2007)
24. ↑  « Immigrant Voting Rights in Maine », site Immigrant Voting Project, 13 février 2005 (consulté le 7 décembre 2007)
25. ↑  « Immigrant Voting Rights in Maryland », site Immigrant Voting Project (consulté le 7 décembre 2007)
26. ↑  Abraham McLaughlin, « A Move to Extend Vote to Immigrants - A Massachusetts town decides tonight whether its noncitizens should have the right to cast ballots in local elections. », The Christian Science Monitor, 26 octobre 1998 (consulté le 7 décembre 2007)
27. ↑  « Non-citizens (aliens) voting rights in Massachusetts », site Suffrage Universel (consulté le 7 décembre 2007)
28. ↑  « Immigrant voting rights in Minnesota », site Immigrant Voting Project, 14 février 2005 (consulté le 7 décembre 2007)
29. ↑  « A bill for an act relating to elections; proposing an amendment to the Minnesota Constitution, article VII, section 1; authorizing local units of government to permit permanent resident noncitizens to vote in local elections », Minnesota House of Representatives, 7 février 2005 (consulté le 7 décembre 2007)
30. ↑  « Débat sur le droit de vote des étrangers à New York », site Suffrage Universel (consulté le 7 décembre 2007)
31. ↑  « Immigrant voting rights in New York City and State », site Immigrant Voting Project (consulté le 7 décembre 2007)
32. ↑  « Non-citizens (aliens) voting rights in Texas », site Suffrage Universel (consulté le 7 décembre 2007)
33. ↑  « Immigrant voting rights in Vermont », site Immigrant Voting Project (consulté le 7 décembre 2007)
34. ↑  « Immigrant voting rights in Washington, D.C. », site Immigrant Voting Project, 22 juin 2007 (consulté le 7 décembre 2007)